# Growing Up on Tour: A Family Portrait
Growing Up on Tour: A Family Portrait ist ein Dokumentarfilm von Anna Gabriel über die Growing Up Tour ihres Vaters, des englischen Singer-Songwriters und Rock-Musikers Peter Gabriel. Dieser wurde als Videoalbum am 5. Mai 2004 von Real World Records veröffentlicht.

## Hintergrund
Das Quellmaterial besteht aus Digital Video, Super 8 und VHS-Filmmaterial. Es ist von Anna Gabriel beabsichtigt, dass sich die unterschiedlichen Qualitäten des verwendeten Materials auch zeigen.

## Inhalt
Der Dokumentarfilm von Anna Gabriel begleitet ihren Vater auf der dessen siebtes Studioalbum Up begleitenden Growing Up Tour in den Jahren 2002 und 2003 bei den Proben auf Sardinien und den ersten Konzerten in Nordamerika. Während seine älteste Tochter Anna filmt, seine zweite Tochter Melanie singt und seine neue Frau Meabh Flynn und sein Baby Isaac ihn auf der Tour begleiten, versucht Gabriel sein Leben als Musiker und als normaler Familienvater unter einen Hut zu bringen.
Der Hauptfilm zeigt einerseits die Entwicklung von Melanie Gabriel über ihre erste Schritte auf der Bühne in einer Live-Situation vor Tausenden von Menschen und andererseits eine Dokumentation über das Leben der Musiker und anderen Mitreisenden „on the road“, hinter der Bühne, beim Entspannen zwischen den Konzerten. Der Film ist ein repräsentatives Making-of verschiedener Elemente der Show der Growing Up Tour, wie sie zustande kam und was man sich dabei gedacht hatte. Er ist insbesondere ein Blick auf die Menschen hinter der Show, wie sie untereinander, mit dem Druck und den Freuden des Tourlebens umgehen, einander Streiche spielen und miteinander lachen. Es wird die Familie Gabriel in drei Generationen gezeigt. In Rückblicken sind unter anderem Anna und Melanie als Kinder zu sehen und stumme Super-8-Filmchen von Konzerten von Peter Gabriel von 1977.

## Veröffentlichung
Die DVD-Veröffentlichung enthält in den Extras außerdem den Kurzfilm „My Head Sounds Like That“ von Anna Gabriel, das Promo-Musikvideo The Barry Williams Show von Sean Penn und verschiedene Aufnahmen hinter den Kulissen.
Außerdem ist auch Anna Gabriels 11 Minuten lange Dokumentation über den Solo-Auftritt von Peter Gabriel beim Newport Film Festival enthalten. Diese zeigt Peter Gabriel allein am Piano und enthält Ausschnitte von den Liedern Washing Of The Water, That Voice Again, Solsbury Hill, Mercy Street, In Your Eyes und Father Son als einfache Versionen, nur mit Gesang und Piano, außer bei In Your Eyes, das darüber hinaus noch einen gesampelten Rhythmus-Track beinhaltet.

## Titelliste
Der Hauptfilm stammt von Anna Gabriel. Alle Musiktitel wurden von Peter Gabriel geschrieben.

### Hauptfilm
1. Growing Up On Tour

### Extras
1. My Head Sounds Like That (Kurzfilm von Anna Gabriel)
2. The Barry Williams Show (Promo-Musikvideo von Sean Penn)
3. The Making Of..... The Barry Williams Show (Hinter-den-Kulissen-Dokumentarfilm von Sean Penn über die Dreharbeiten zu dem Musikvideo)
4. Shooting The Programme (Band-Fotoshootings)
5. Peter Gabriel Solo Performance at The Newport International Film Festival Fundraiser

## Mitwirkende
(Quelle:)

### Darsteller
- Mike Bischof
- The Blind Boys of Alabama
- Tim Brennon
- Richard Chappell
- Juliette Devine
- Richard Evans
- Meabh Flynn
- John Fredericks
- Anna Gabriel
- Irene Gabriel
- Isaac Gabriel
- Melanie Gabriel
- Peter Gabriel
- Ralph Gabriel
- Robert Lepage
- Tony Levin
- Ged Lynch
- Johnny Podell
- Rachel Z
- David Rhodes
- Dave T.
- Jez Webb
- Charles Zawose
- Hukwe Zawose

### Technisches Personal
- Axel Baumann – zusätzlicher Fotografie-Direktor
- Marc Bessant – Grafikdesign
- Mike Bischof – Bildmaterial von der Bühne
- Tim Brennon – Bildmaterial von der Bühne
- Dan Blore – Cymatics-Bildmaterial
- John Canswell – Bildmaterial von der Bühne
- Richard Chappell – Sound-Mix
- Graham Dean – Front-Cover Original-Gemälde-Porträt
- Ellen Dux – leitende Produzentin
- Richard Evans – Fotografie
- Anna Gabriel – Filmregisseurin, Filmproduzentin, Fotografie-Direktorin, Fotografie
- Richard Chappell – Fotografie
- Stefan Goodchild – DVD-Design und -Authoring
- Steve Gordon – zusätzlicher Fotografie-Direktor
- Paul Grady –Sound-Mix
- Richard Jewell – Bildmaterial von der Bühne
- Charles Johnston – Filmeditor
- Micah Kirz – Colorist
- Lisa Kwon – Grafiken
- Mike Large – leitender Produzent
- Tony Levin – Fotografie
- Susie Millns – Design-Koordination
- Lee Parry – DVD-Design und -Authoring
- Rich Schreck – Henry Artist
- Ed Skupeen – Henry Artist
- Ezra Soiferman – zusätzlicher Fotografie-Direktor
- Michael Thomas – leitender Produzent
- York Tillyer – DVD-Design und -Authoring, Fotografie